# The Only One I Know
«The Only One I Know» —en español: «El único que conozco»— es el segundo sencillo de la banda de rock alternativo británica The Charlatans. Fue su top-ten de primer éxito, alcanzando el puesto #9 en la lista UK Singles Chart. En el Reino Unido fue la más alta de las listas de sencillo del álbum Some Friendly. Su mejor posición en Estados Unidos estaba en la lista Modern Rock Chart, donde alcanzó el #5 en septiembre de 1990.  La canción contenía líneas directamente levantadas a partir de la canción de 1967 «Everybody’s Been Burned» de The Byrds.

## Versiones
- Una versión estilo-funk con la voz de Robbie Williams apareció en el álbum de Mark Ronson Version.

## Lista de canciones
Todas las canciones escritas por Brookes, Day, Collins, Blunt, Burgess
7"
1. «The Only One I Know» – 4:00
2. «Everything Changed» – 3:23

12"
1. «The Only One I Know» – 4:00
2. «Imperial 109 (Edit)» – 3:44
3. «Everything Changed» – 3:23

CD
1. «The Only One I Know» – 4:00
2. «Imperial 109 (Edit)» – 3:44
3. «Everything Changed» – 3:23
4. «You Can Talk to Me» – 4:48